# Hamad Al-Mansour
Hamad Al-Mansour (ur. 19 maja 1993 w Nadżran) – saudyjski piłkarz grający na pozycji obrońcy w Al-Okhdood Club.

## Kariera klubowa
Seniorską karierę rozpoczął w 2013 od klubu Najran SC, z którego został wypożyczony w 2016 do Al-Hazem. W czerwcu 2017 podpisał dwuletni kontrakt z Al-Faisaly FC.
W 2018 zawarł umowę na grę w drużynie Al-Nassr, a w 2020 został wypożyczony na jeden sezon do Al-Ittihad Club. 29 czerwca 2023 został wypożyczony na rok do Al-Okhdood Club.